# شعر طويل

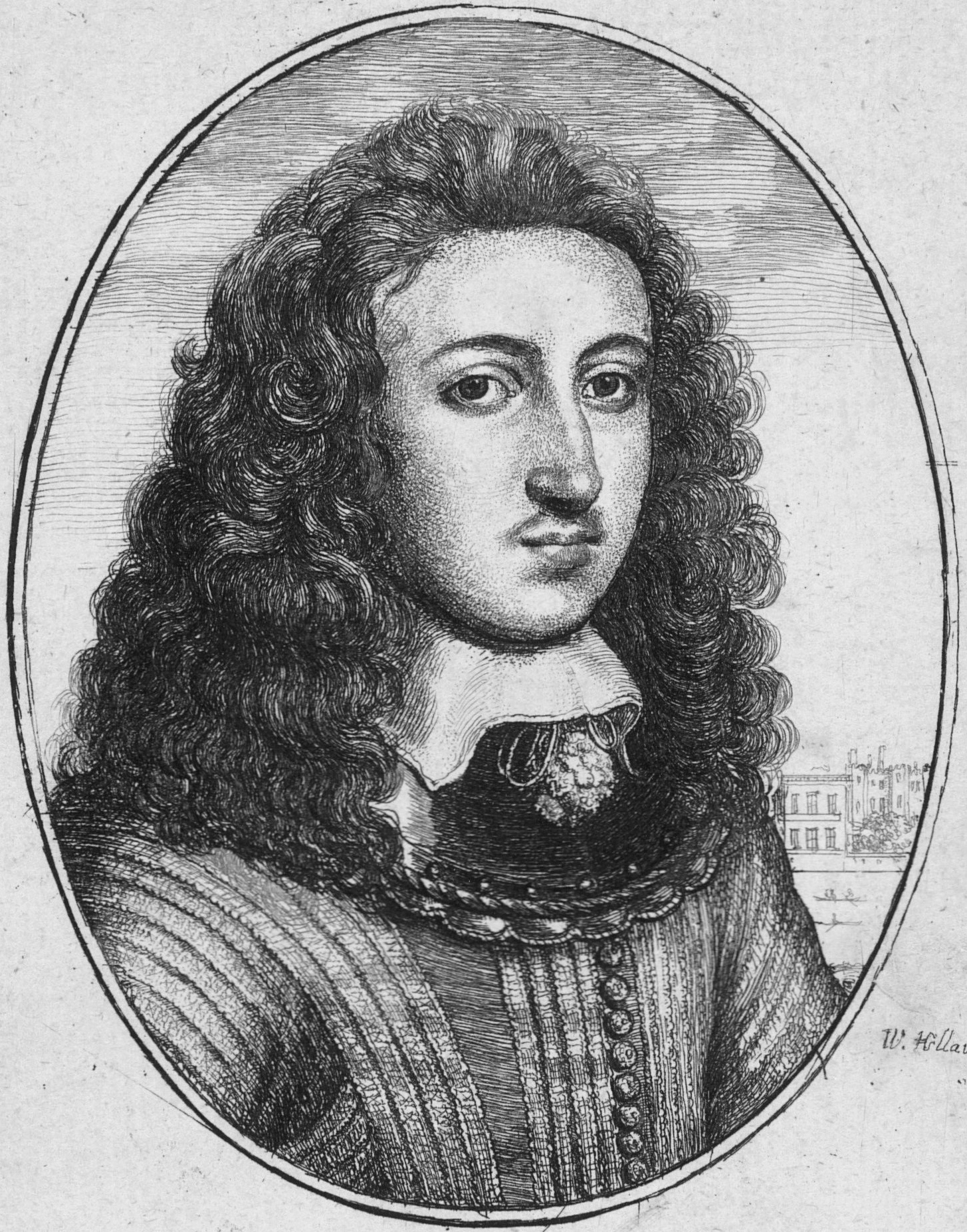
رجل من العصور الوسطى شَعره طويل.

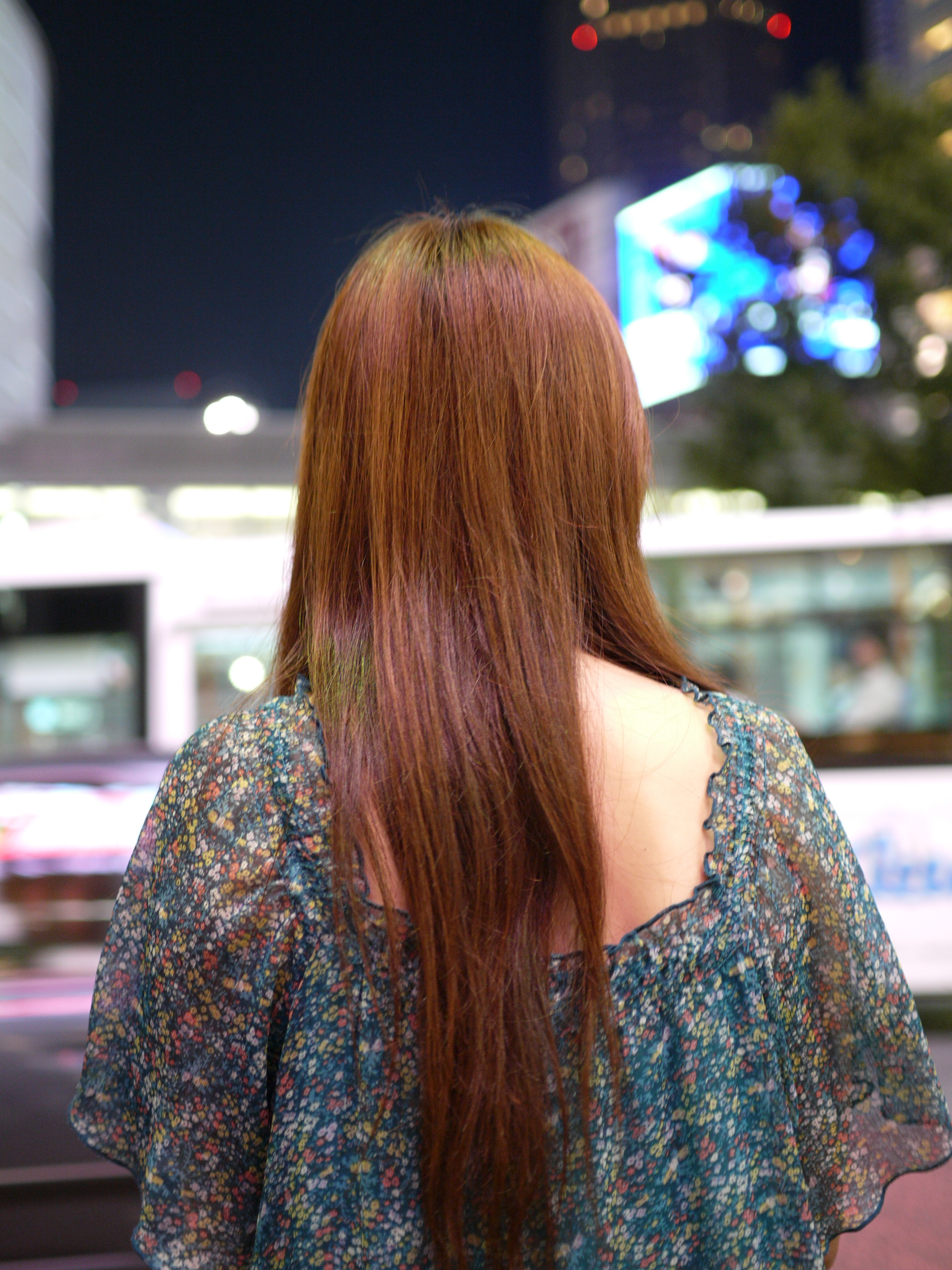
امرأة شَعرُها طويل.

الشعر الطويل هي تصفيفة شعر يسمح فيها للشعر بالنمو إلى طول معين. ويُمكِن أن يتغيّر ما نعتبره شعر طويل من ثقافةٍ إلى أُخرى أو حتّى داخِل الثقافات، فعلى سبيل المثال المرأة التي يكون شعرها بطول الذقن يُمكِن أن يُقالَ في بعض الأحيان أن شعرها قصير بينما الرجل الذي لديه نفس طول الشعر في نفس الثقافات يمكن القول بأن شعره طويل.
الذكور الذين يكون شعرهم قصير أو مقصوص في الكثير من الثقافات ينظر إليهم بأنهم تحت سيطرة المجتمع كما هو الحال في الجيش أو السجن أو كعقاب على الجريمة، بينما الذكور الذين يتمتعون بالشعر الطويل يُشار إلي أنهم خارج المسار الطبيعي. وقد كان الشعر الطويل السميك رمزاً للثورة أو السلطة أو الريادة على مر الزمن والتاريخ. وشعر الإناث الطويل اللامع يُقيّم على أنه شعر جذاب من قبل الرجال والسيدات عبر الثقافات، وقد فسر علم النفس التطويري الإنجذاب للشعر الطويل ونوعيته بأنهما علامة على الشباب والصحة مما يدل على القدرة التناسلية لدى المرأة. وقد ظهر مُصطَلح عُرِفَ باسم الترايكوفيليا (الإثارة أو الشهوة الجنسية من منظر الشعر) منتشرة بنسبة 7% بين سكان العالم، وتشترك هذه الفئة بحبهم للشعر الطويل جداً.

## الأهمية البيولوجية

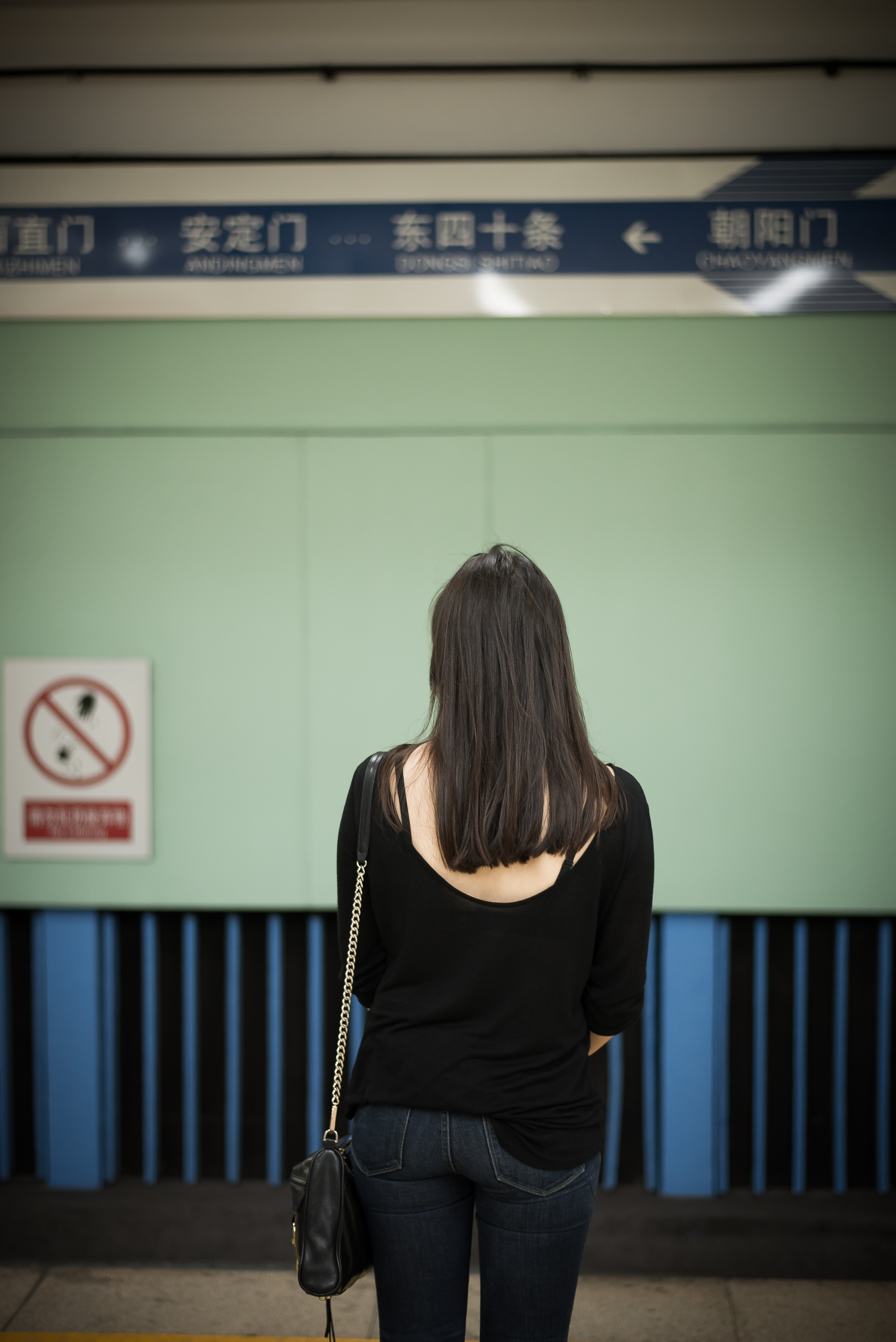
امرأة طويلة الشعر.

البشر، والخيول، وإنسان الغاب من بين القليل من الكائنات التي قد ينمو شعر رأسها طويلاً. ويعتقد أن البشر فقدوا فروتهم منذ 2.5–3 مليون سنة عندما انتَقلوا من الغابات إلي السافانا المفتوحة فقد أثّر عليهم الانتخاب الطبيعي حيث أن هذا التطور جعل من الممكن الجري سريعاً واصطياد الحيوانات القريبة من خط الاستواء دون ارتفاع درجة حرارة الجِسم. ولكن باستثناء أن الشعر كان عازلاً لفروة الرأس وحامياً لها من الأشعة فوق البنفسجية، يحافظ الشعر أيضاً على البرودة (عندما يتبخر العرق من الشعر المبلل). وقد اتضح أن الشعر الأملس ينمو بشكل أكثر بين الجماعات الفرعية من الإنسان البدائي في المناطق التي يقل ظهور الشمس فيها والبعيدة عن خط الاستواء. وفيما يتعلق بتركيبة الشعر المجعد والأملس فإن الشعر الأملس يسمح بشكل أكبر لأشعة الشمس فوق البنفسجية بالوصول إلى فروة الرأس (والذي يعد العنصر الأساسي لإنتاج فيتامين د المهم لنمو العظام).
يعرض العلماء أيضاً أن قدرة نمو الشعر الطويل هي نتيجة لانتخاب جنسي حيث يدل الشعر الطويل والصحي على الخصوبة والشباب. وحسب علم الأحياء التطوري والتوضيح لهذا الانجذاب، اتّضح أن طول الشعر ونوعيته يدلان على الصحة والشباب ويدل كذلك على طاقة المرأة الجنسية. كما أن الشعر بطيء النمو قد يستغرق حوالي 2–3 سنوات على حسب حالة الشخص الصحية والغذائية والعمرية ولياقته الجنسية حيث يتسبب سوء التغذية ونقص الفيتامينات والمعادن التي بسبب الجوع الشديد في فقدان الشعر أو تغير لونه (مثال: تحول لون الشعر الغامق إلى اللون المحمر).

## المدلول النفسي
يتوقع علماء الإنسانيات أن المدلول الوظيفي لشعر الرأس الطويل قد يكون الزينة أو نتاج ثانوي لانتخاب طبيعي ثانوي خِلاف الشعر السماتي/ الجيني (شعر الجسم) الذي فُقِدَ بدرجة كبيرة. والاحتمال الأخر هو أن شعر الرأس الطويل هو نتيجة الانتخاب الجنسي للسلالة السمكية حيث إن الشعر الطويل اللامع يكون أحد المؤشرات المرئية للأصحاء. وبالنسبة لبعض المجموعات أو الأفراد فإن الشعر القصير يكون سمة مختارة. وبمرور 7 إلي 9 شهور يمكن للمرء تحديد جنس الأطفال بناء على طول الشعر ونبرة الصوت والوجوه من دون النر للأجهزة الداخليّة.

## المعنى الثقافي
كثيرٌ من الثقافات والقوانين الحياتيّة تتشدّد في مسألة الشعر الطويل خاصّةً للرجالِ منهم، فالثقافات الدينية مثلاً كثيراً ما يكون لها قواعد صريحة بالنسبة لطول الشعر، فعلى سبيل المثال تكون رأس الرهبان البوذ جزءاً من نظام عبوديتهم. وبالمثل فإن رجال الدين في الديانات الأُخرى يُستَحب أن يكونَ شعرهم طويلاً.

## طول الشعر
يقاس طول الشعر غالبا من خط فروه الرأس من الجبهة ومن أعلى نقطة من الجمجمة إلى نهايتها وأحيانا من هامة الرأس وينتج أخيرا 10 سنتيمتر كقيمة منخفضة في المعدل الكلي. ويصنف عادة فن التجميل طول الشعر حسب جزء الجسم الذي ينتهي عنده أطول الشعر: مستوى الذقن وطول الكتف وأسفل الكتف ومنتصف الظهر وطول الخصر وطول الورك والطول الكلاسيكي (يمتد إلى قرب طول الأرداف أي إلى الجزء العلوي من طول الفخذ حيث يلتقي الساقين والأرداف) وطول الفخذ وطول الركبة وطول الكاحل.
يستغرق عادة نمو الشعر إلى الأكتاف حوالي سنتين بينما يستغرق حوالي سبع سنوات ليصل إلى طول الخصر/ طول الورك ويشمل حالات نادرة (تقريبا 80-90 سم (32-36 أنش) من الجبهة عند أغلبية الأشخاص).
الحد الأقصى لطول الشعر
الحد الأقصى لطول الشعر الذي يمكن أن يصل إليه الشعر هو 15 سم (6 بوصة) للأطفال (الأقل من سن سنة واحدة) وحوالي 60 سم (24 بوصة) بالنسبة للأطفال وبصفة عامة 100 (40 بوصة) بالنسبة للبالغين. ولا يمكن إيجاد أي توثيق لنقص الحد الأقصى لطول الشعر مع السن في الدراسات والأدبيات. ويمكن أن يصل بعض الأفراد إلي أطوال هائلة فالأطوال الأكثر من 150 سم (59 بوصة) عادة ما تلاحظ في منافسات الشعر الطويل. كانت ظاي كيبينج تتمتع بأطول شعر موثق في العالم ووصل طوله إلي 5.627 متر (18 قدم و5.54 بوصة) في مايو 2004.
يعتمد الحد الأقصى لطول الشعر الطرفي على طول فترة نمو الشعر لدى الفرد فالشعر بطول الخصر أو الأطول منه لا يمكن أن يصل إلا مع الأفراد الذين لديهم فترة نمو شعر طويلة. وتستمر فترة نمو الشعر بين 2 و 7 سنوات وبالنسبة لبعض الأفراد تكون ويأتي بعدها فترات انتقال أو فترات راحة. وبين 85% و 90% من مسارات الشعر تكون في فترة النمو في أي وقت معين. وعامل نمو الأرومة الليفية يؤثر على دورة الشعر في الثدييات ومنها البشر، وحجب جين عامل نمو الأرومة الليفية في فروة الشعر لدى الإنسان باستخدام مستخلص عشبي يحجب هذه الفروة يمد دورة اشعر وينتج عنه انخفاض تساقط الشعر وكثافة نمو الشعر.
التاريخ الثقافي
في الكتب اليهودية المقدسة والمسيحية
في العهد القديم، كانوا يظهرون تقواهم للرب بترك شعرهم لفترات طويلة دون قصها وكان شمشون أحد الأمثلة على ذلك إذ أن قوته تعتمد على امتناعه عن قص شعره، كما وصف بالمبتذل في «الأقفال السبعة».
في العهد الجديد، وسانت بول (سابقا شاول الطرسوسي) كتب: " أليست الطبيعة نفسها تعلمكم، أنه من العار له؟ إذا كان الرجل ذو شعر طويل! ولكن إن كانت المرأة ذات شعر طويل، فهو فخر لها: بل هو لها غطاء، ولكن إن وجد ذلك فلا بد للجدل، فليس لدينا مثل هذا العرف، ولا لكنائس الرب.
الثقافة الغربية
اليونان وروما قديماً
في اليونان القديمة كان شعر الذكور الطويل رمز للثروة والقوة بينما كانت الرأس المحلوقة مناسبة للعبيد. وكان لدى قدماء اليونان الكثير من الألهة والأبطال الذين اطلقوا شعر طويل ومن بينهم زيوس وإيكليس وأبولو وبوسيدون. ويقال أن الجنود الإغريق اطلقوا الشعر الطويل في المعركة. ومثل هؤلاء المحاربين اعتبروا أن هذا دليل على الأرستقراطية ويقال أنهم كانوا يمشطون الشعر علناً من أجل المباهاة به. كما أنه من أجل منع الأعداء من التحكم في الشعر أو الإمساك به في المعركة كان يعرف أنهم يقصون الشعر الأمامي ويجعلونه قصيراً ولكن يتركون الشعر طويلاً من الخلف حيث كان بعيداً عن منالهم. وأحد التفسيرات البديلة على نطاق واسع للمعتقد التقليدي هو أنهم تركوا الشعر طويلاً وربطوه فقط من الخلف بالطريقة المعروفة بذيل الحصان من أجل إبعاده عن منال أعدائهم. بحيث تسمح تسريحة ذيل الحصان للمحاربين الذين غالبا ما يتنقلون للمعركة بمعدات محدودة ويتجنبون حمل المعدات الثقيلة في مسيرة المعارك الطويلة، لتسهيل التحكم بشعرهم وذلك بجمع الشعر بقطعة صغيرة من القماش على شكل ذيل حصان وقص جزء بسيط من طول الشعر من الخلف بالسكين. ولكن في القرن السادس تقريبا غير الرجال اليونانيون تسريحات شعرهم للشعر القصير باستثناء الاسبرطة. بينما بقي النساء في هذه الثقافة على الشعر الطويل والذي يظهر لهم الحرية والصحة والثروة كما كان يعد سلوكا جيدا بالمقابل عند الرجال في الوقت الحالي يعتبر دلالة على مفخرة زائفة.
وفي تاريخه الطبيعي فإن بليني وإيلدر وفارو ربطوا أن الرومان لم يبدأو قص شعرهم قصيراً إلا بعد أن دخل البربر إلي إيطاليا من صقلية على يد ب تيسينوس مينا في سنة 299 ميلادية. وكانت المرأة في العصر الروماني تقدر الشعر الطويل عادة بجزء أوسط وباستثناء العصور الأولى فإن شعر الرجال كان عادة أقصر من شعر السيدات رغم أن الثقافات الأخرى في تلك الفترة مثل الإغريق في الشرق اعتبرت أن الشعر الطويل مناسب لفلاسفة كان يعتقد أنهم اندمجوا بقدر كبير في تعلم الانزعاج من خلال الشعر. وفي منطقة روما رغم ذلك فإن تصفيفة الشعر الأكثر كانت منتشرة بشكل خاص وعندما غزى يوليس قيصر جولز والتي كانت تميل إلي الشعر الطويل طلبها بتقصير الشعر.
العصور الوسطى
في العصور الوسطى الأوربية، كان الشعر القصير يدل على العبودية والاسترقاق بينما كان الشعر الطويل ينسب للرجال الأحرار كما كان الحال مع القوط الجرمانية والميروفنجيين.
كان الغيليون الايرلنديون (رجال ونساء) يفخرون بشعرهم الطويل فخرا عظيما فعلى سبيل المثال: كان الرجل يرغم بدفع غرامة باهظة على قص شعره رغما عنه وعندما استعمر الانجلو- النورمان والإنجليز على ايرلندا أصبح الشعر الطويل دلالة على الولاء حيث اعتبر من يقص شعره من الايرلنديين متخل عن التراث الايرلندي وبالمثل: اعتبر المستعمرون الإنجليز من يجعل شعره الطويل على ظهره متخل عن كونه من الإنجليز مستسلما للحياة الأيرلندية وهكذا كان طول الشعر واحدا من أهم الطرق الشائعة للحكم على الرجل الإنجليزي في تلك الفترة أمر المسلمين في المناطق المسيحية بالحفاظ على شعرهم قصيرا واعتبر من كان منهم شعره طويلا من المتمردين والهمجيين.
كانت تقاليد الشعر الطويل واسعة الانتشار بين الإنجليز والفرنسيين في القرون الحادي عشر والثاني عشر رغم أنها كانت تعتبر مقبولة للرجال أيضاً أن يكون شعرهم أقصر بسبب قبول الكنيسة الرومانية الكاثوليكية لذلك. وكان هذا التقليد يأتي بدرجة كبيرة من خلال الملوك الذين رفضوا تصفيفة الشعر الأقصر مما جعل الناس يتبعوهم. وكان ولف ستان القائد الديني قلقاً من أن هؤلاء الذين لديهم الشعر الطويل يمكن ان يحاربوا كالسيدات ويكونوا غير قادرين على حماية إنجلترا من الغزو الأجنبي. ويمكن إيجاد هذه الفترة لدى الكثير من القادة العسكريين أيضاً مثل القادة العسكريين من الكونفيدرالية الأمريكية، وفي بعض الأحيان ربما يقوم الحكام والفرسان بقص شعرهم أو نتفه لإظهار الندم والحزن الشديد وقت الحداد كما كان عادة شعر مرافق الفارس أقصر من شعر الفارس وكانت النساء المتزوجات يكشفن شعرهن أمام الملأ حزنا بينما كانت عادة غير المتزوجات يغطين شعرهن ولكن يكشفنه في وقت الحداد لإظهار حزنهن على الدولة وكان من المتوقع خلال هذه القرون من المسيحيين الشرقيين أن يربوا شعرا طويلا بالإضافة إلى اللحى وكان متوقع خاصة من رجال الدين والرهبان.
في انكلترا، خلال الحروب الأهلية الإنجليزية من 1642- 1651، كان طول شعر الذكور رمزا للنزاعات بين كافالييرز والرؤساء (المتشددون). وكان شعر كافيلرز (الداعمون لملك الإنجليز في الحرب الأهلية) طويلا حيث كانوا اقل تديننا فكريا من راوندهيد (الداعمون لمجلس البرلمان على ملك الإنجليز في الحرب الأهلية) كما كانوا فجارا حيث كان راوندهيد أكثر تدينا ولكن كان شعره قصيرا بعض الشيء.
في هذا الوقت يرتبط الشعر الطويل بالمغامرين الذين ينتقلون لأمريكا والمعتادون على ثقافتها الأصلية بينما يعتبر الشعر القصير عكس ذلك.
الاتجاهات الحديثة بين النساء
كان الشعر الطويل شائعا بين النساء في العالم الغربي حتى الحرب العالمية الأولى، حيث لم تتخلى النسوة عن الشعر الطويل في الثقافة الغربية بالرغم من انه كان نادرا خلال العشرينيات والثلاثينيات ولكن كان معتادا عليه خصوصا في 1970 و1985
وفي معظم الثقافات الحالية، أصبح الشعر الطويل عند النساء معتادا عليه أكثر من الرجال وتبين الدراسة الأمريكية أن هناك علاقة مهمة بين طول الشعر والعمر والتي تشير على أن النساء الأصغر سنا يحضين بشعر أطول من النساء الأكبر سنا ووجدت علاقة قوية أيضا بين طول شعر المرأة ونوعيته وبالإضافة إلى ان نوعية الشعر مرتبطة بصحة المرأة الجسدية الملموسة وتوافقا مع مبادئ علم النفس التطوري، فان هذه النتائج تشير إلى ان طول الشعر ونوعيته بمثابة الإشارة لشباب المرأة وصحتها مما يدل على قدرتها في الإنجابية إلا أن العلاقة بين طول شعر المرأة وحالتها الاجتماعية، أو عدد الأطفال، ليست أكثر من توقعات علاقة طول شعر المرأة بعمرها.
الاتجاهات الحديثة بين الرجال
قبل الحرب العالمية الأولى كان للرجال بصفة عامة شعر ولحى أطول ورغم ذلك فإن الشعر القصير للرجال أدخل في الحرب العالمية الأولى للجنود والعبيد وغالباً ما كانت تتطالب الجيوش المهزومة بحلق رؤوسها. وحرب الخندق من 1914 إلي 1918 عرضت الرجال للبراغيث والقمل وهو ما أدى إلي صدور أمر بقص الشعر ليكون قصيراً مما أسس الطابع العسكري.
كان الشعراء في الخمسينيات يبقون على قصات الشعر الأطول وبحلول 1960 جذب المجتمع الوجودي في نيوك وي، كورنول، إنجلترا (بما في ذلك ويز جونز الصغير) اهتمام الجيران بنمو شعرهم إلي طول يتجاوز أكتافهم مما ترتب عليه مقابلة تليفزيونية مع ألن وكر في سلسلة «الليلة» على شاشة بي بي سي. وأدخلت الستينيات أيضاً الخنافس والذين بدءوا بطريقة شعر أطول أكثر أنتشاراً. وأدت الثورة الاجتماعية في الستينيات إلي نهضة نمو الشعر دون توقف والشعر الطويل خاصة للرجال كان يتم إطلاقه للرمز السياسي ورمز الثقافات المضادة أو الاعتراض وكرمز للذكورة. وهذا الرموز الثقافي امتد إلي عدة دول غربية في الأمريكيتين وأوروبا الغربية وجنوب أفريقيا واستراليا. وكانت تسريحات الشعر الطويلة المحددة مثل الضفائر الطويلة جزءاً من حركات الثقافة المناهضة للدفاع عن الثقافات البديلة الأخرى وأساليب الحياة الأخرى منذ ذلك الحين. كما أن الشعر الأطول بصفة عامة ظل منتشراً بسبب تمرد الشباب خلال الحقبة الليبرالية في الستينيات وكان اتجاه الشعر الطويل ينمو مع انتشار حركة الهيبي في الستينيات وفي السبعينيات أمكن أن تصبح قصات الشعر الأطول هي العرف بين الرجال والسيدات.
و في السبعينيات دفع انتشار الموسيقى ريجيه في جامايكا والموسيقار بوب مارلي إلى الاهتمام بهذه التصفيفة على المستوى العالمي وفلسفة مناهضة المؤسسات لرستافاري والتي انعكست في الكثير من الريجيه في ذلك الوقت ظهرت مع ميل الشباب من كل العرقيات – خاصة بين الأمريكيين من أصل أفريقي والسود الاخرين ولكن بين البيض من الثقافة المناهضة أيضاً. وتم تشجيع المسيحيين الشرقيين على إطلاق الشعر الطويل مع اللحية الطويلة. وفي الثمانينيات فإن رؤية الشعر الطويل كأحد العلامات الفردية للهوية الثقافة أو السياسية أو الثقافية المضادة تم مواجهتها والسخرية منها في أفلام مثل رامبو والكثير من الأبطال العسكريين للإعلام والذين تحدوا الأراء التي صارت معاصرة بعد ذلك للتقاليد. واليوم فإن قصات الشعر الأطول بين الرجال لا تزال منتشرة تماماً بين عبدة الأصنام الجدد والمتحمسين لموسيقى الروك وعلى سبيل المثال الموسيقيين في فرق موسيقى المعادن والموسيقى الثقيلة والذين غالباً ما يطلقون شعراً طويلاً كما أن الشعر الطويل قد ينمو بغرض التبرع به إلي منظمة مثل ضفائر الحب لقطع الشعر لكي تساعد هؤلاء الذين لا يمكن أن يكون لديهم شعر بشكل أو بأخر مثل هؤلاء الذين يتم تشخيصهم بـثعلبة بقعية.

## عوامل نموّ الشّعر
هذه هي العوامل الرّئيسيّة التّي يعتمد عليها نموّ الشّعر، والتّي تختلف من شخصٍ إلى آخر، وهي:
- العمر.
- نوع الشّعر.
- الصّحة العامّة للشّخص.
- الوراثة.
- التّغيّر في الهرمونات.
- التّوتر.
- الإصابة بأمراضٍ معيّنة.
- نقص التّغذية.
- تناول بعض أنواع العلاجات.

## معرض صور

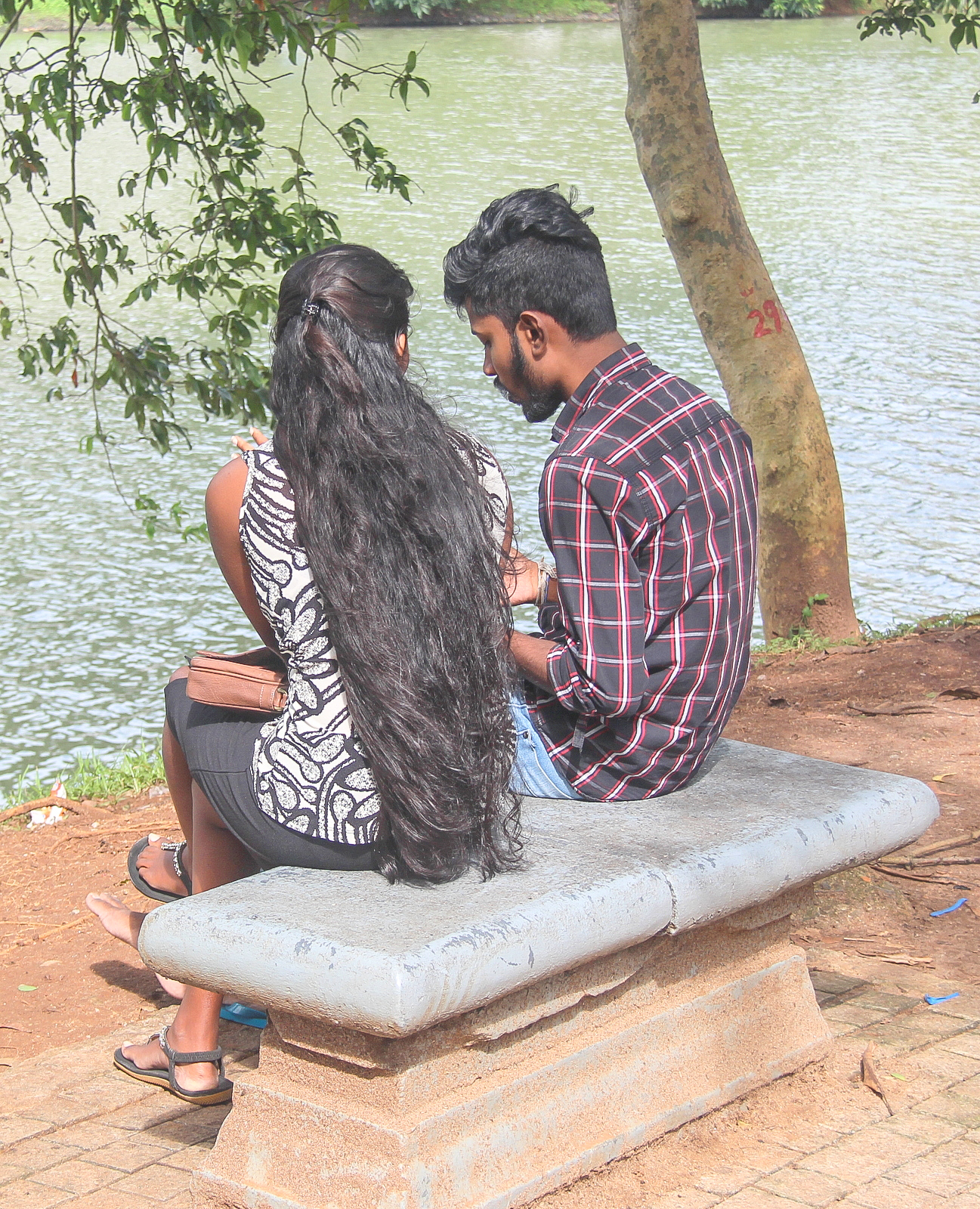
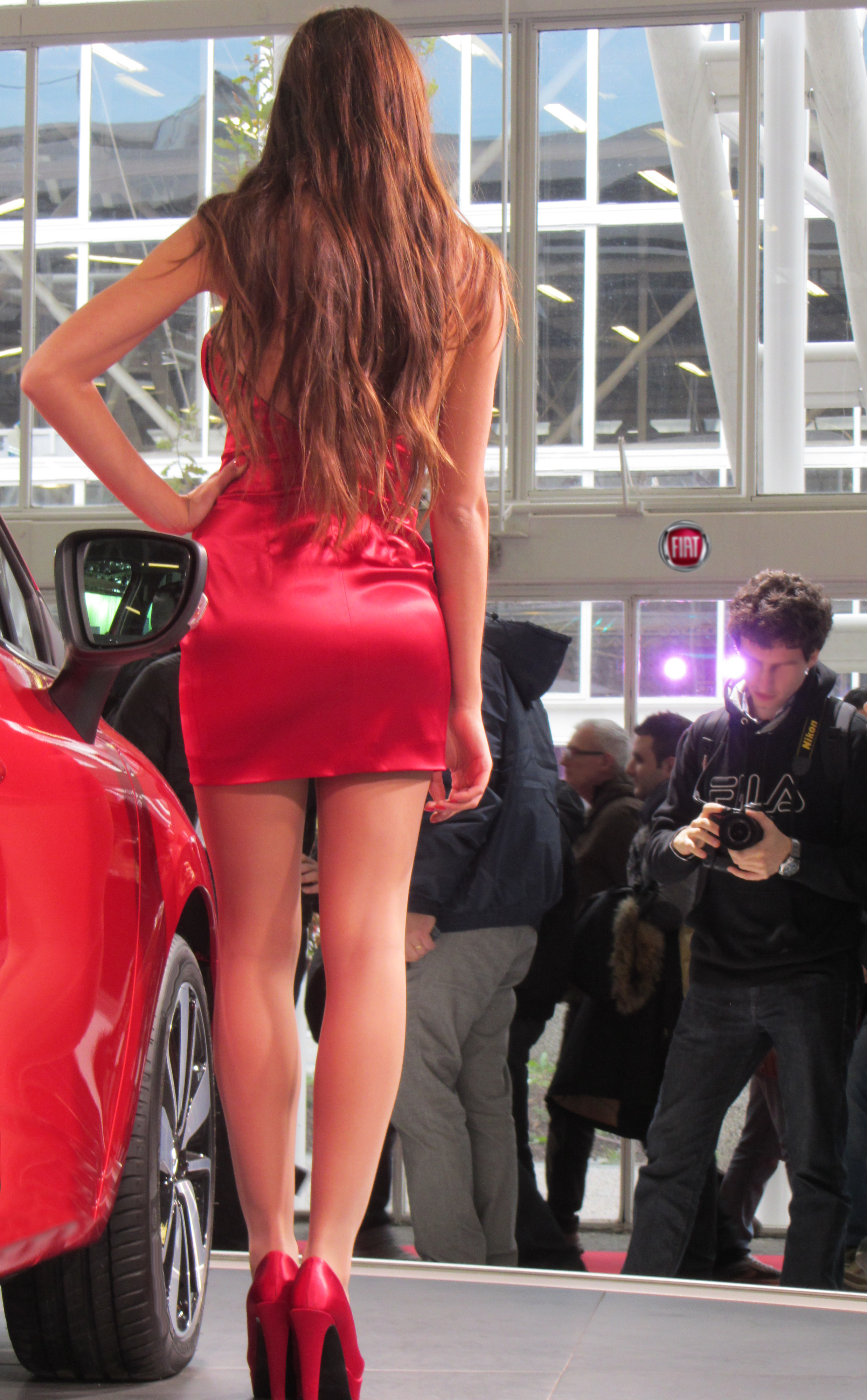
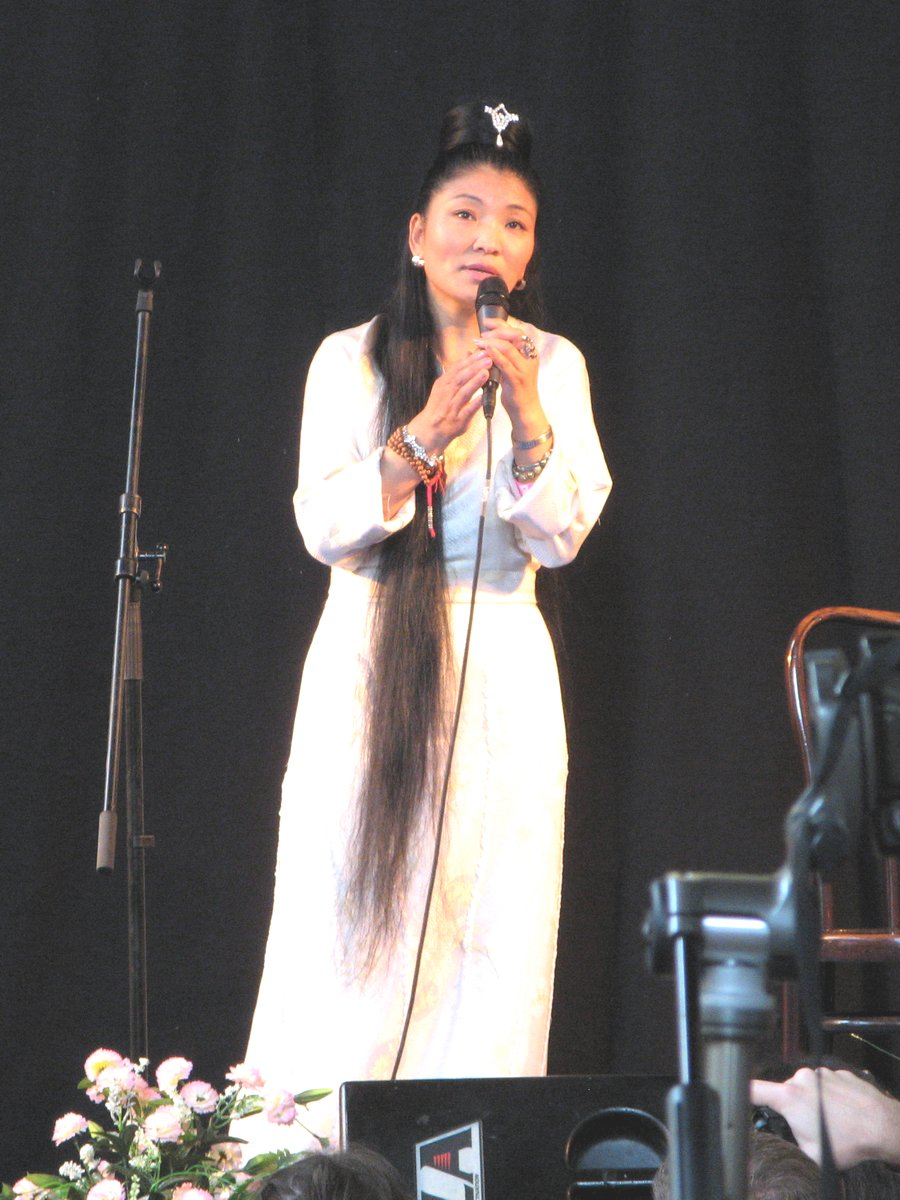
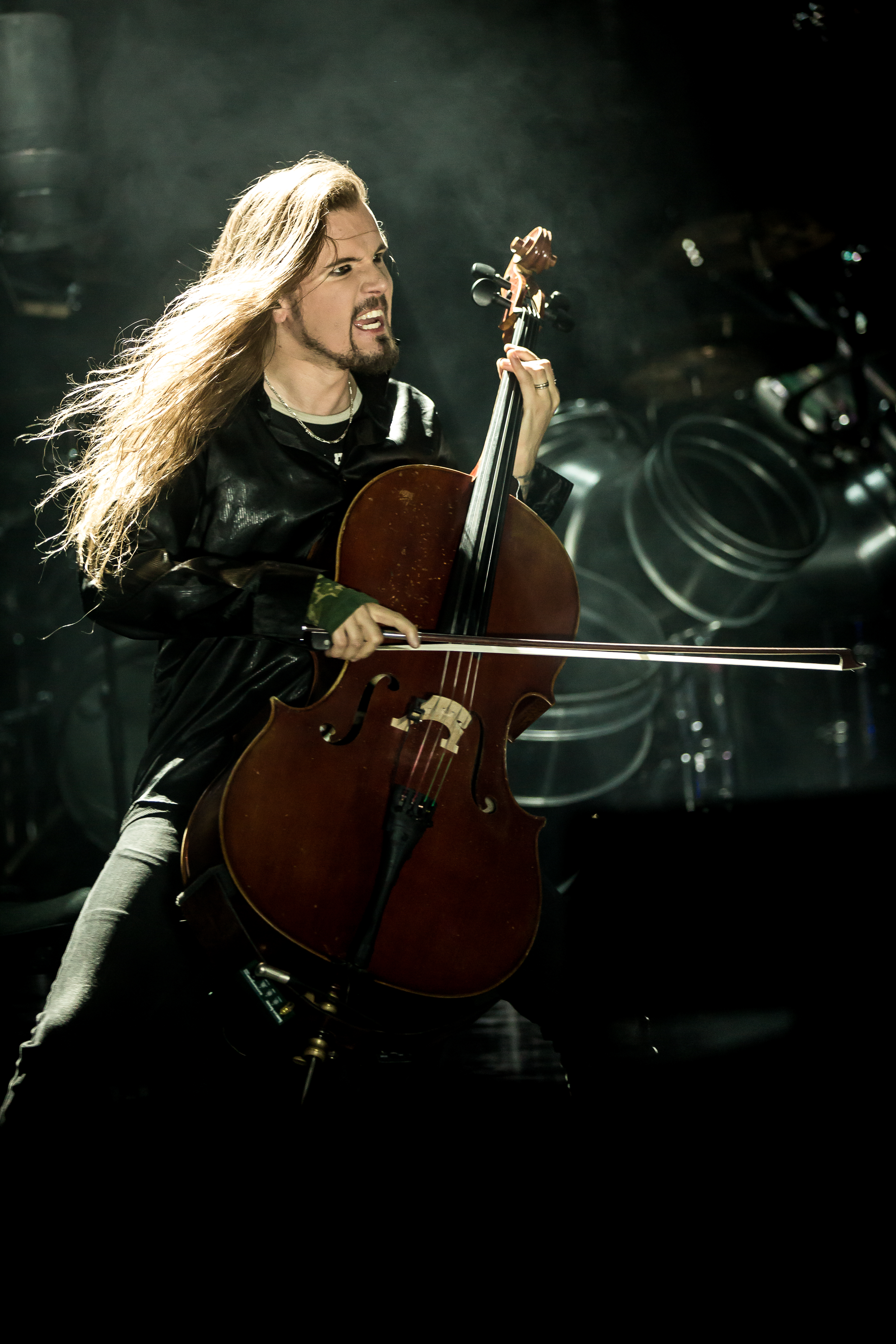
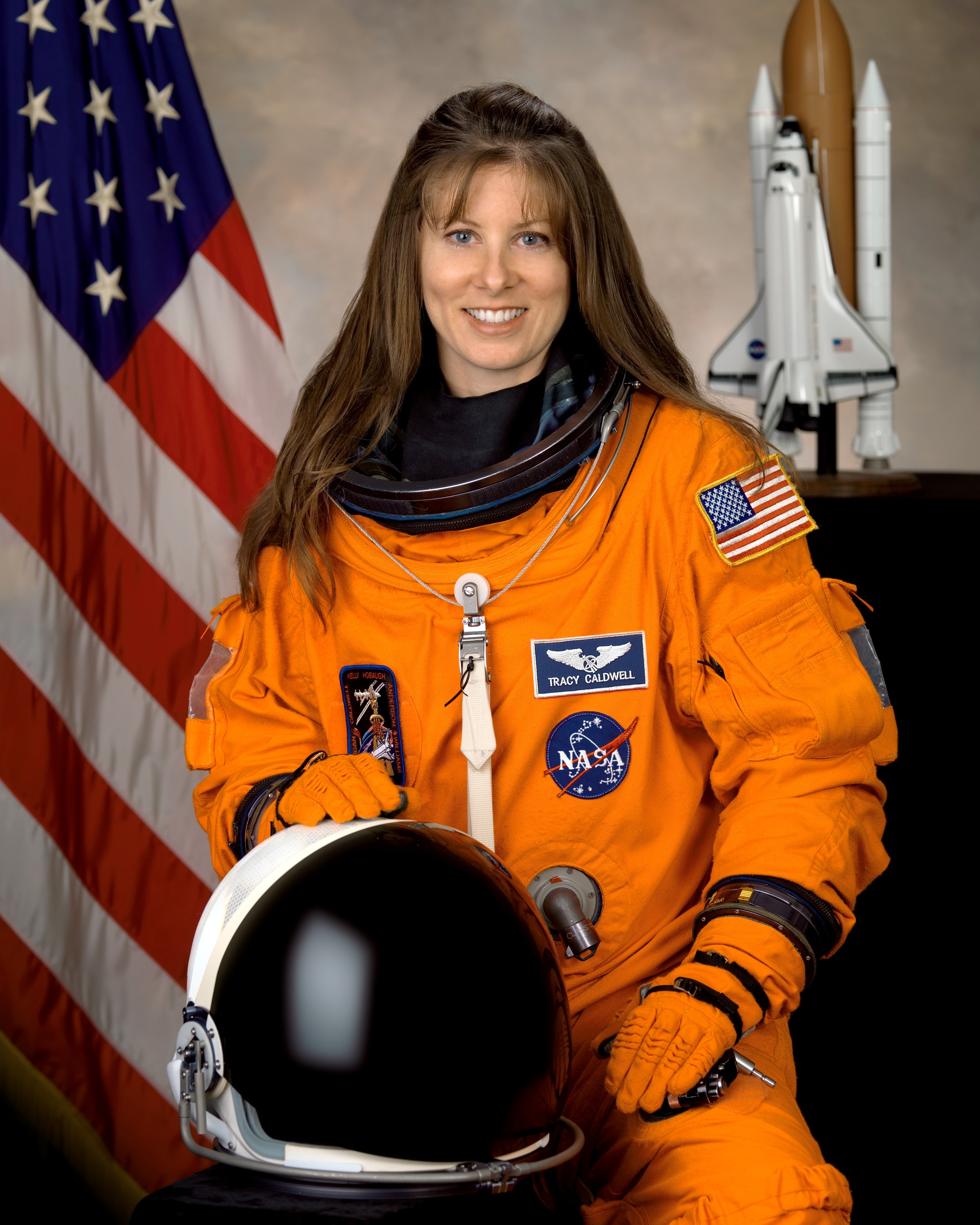
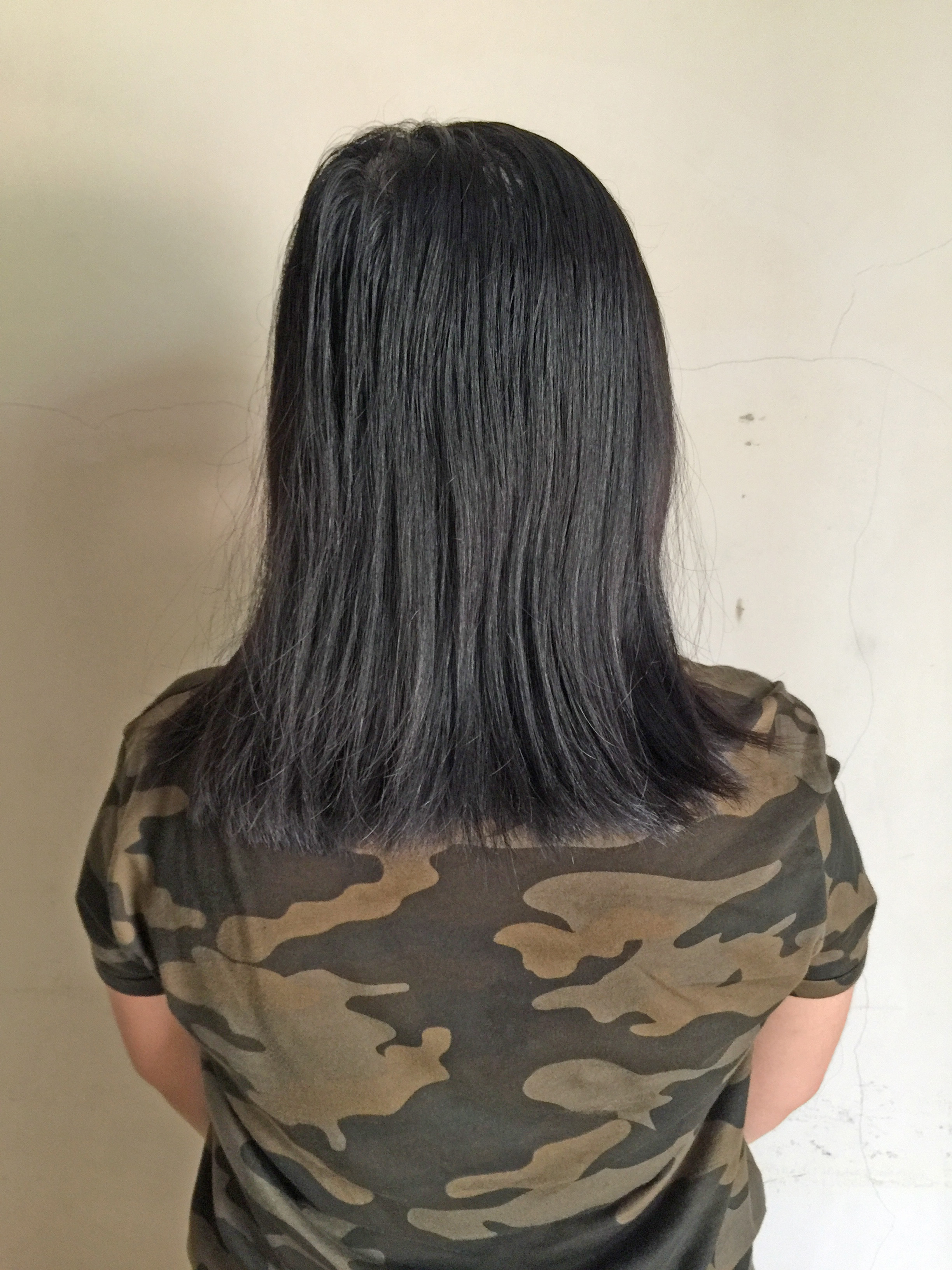